# Seth Thomas

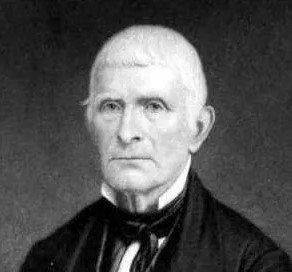
Seth Thomas (1785–1859)

Seth Thomas (* 19. August 1785 in Wolcott (Connecticut), Vereinigte Staaten; † 29. Januar 1859) war ein US-amerikanischer Uhrmacher und Fabrikant, der Uhren in Massenproduktion fertigte.

## Leben
Thomas wurde 1785 in Wolcott als Sohn von James und Martha Thomas geboren. Er absolvierte in sehr jungen Jahren eine Zimmermannslehre und arbeitete mehrere Jahre an Häusern und Scheunen im Umland von Plymouth in Connecticut.
Mit 21 Jahren wurde er Partner von Eli Terry, der mit Silas Hoadley in einer alten Mühle in Greystone ein Uhrengeschäft betrieb. Er arbeitete dort als Tischler, stellte die Uhrengehäuse her und baute die Uhrwerke ein. Terry, Thomas und Hoadley wagten ein für die damalige Zeit ungewöhnliches Risiko und begannen die Fertigung von 4000 Uhren, jeweils 500 Stück zur gleichen Zeit, die sie im weiteren Umland verkaufen wollten. Von ihren Zeitgenossen glaubte niemand an einen Erfolg, und sie wurden verspottet, aber ihre Uhren waren begehrt, und drei Jahre später waren alle 4000 Uhren mit Gewinn verkauft. 1810 gab Terry seine Anteile an die Partner ab, und zwei Jahre später verkaufte auch Thomas an Hoadley.
Thomas machte sich im Dezember 1813 in Plymouth Hollow selbstständig und erwarb 1814 von Eli Terry für 1000 US-$ die Lizenz, dessen verbesserten Uhrentypen, die shelf-clock, herzustellen. Diese neuen Uhren waren einfach, genau und vor allem günstig, sodass sie in großen Stückzahlen von bis zu 12.000 Uhren pro Jahr hergestellt und verkauft werden konnten. Seth Thomas war damit so erfolgreich, dass am 31. März 1853 die Seth Thomas Clock Company mit einem Startkapital von 75.000 US-$ gegründet werden konnte. Dieses Unternehmen entwickelte sich zu einem der größten Uhrenhersteller des 19. Jahrhunderts in den Vereinigten Staaten Die Produktionspalette reichte von preiswerten hölzernen Wanduhren über Taschenuhren bis zum Präzisionsregulator. 1930 fusionierte die Unternehmung mit der Western Clock Company und wurde ein Jahr später in die General Time Instruments Corporation integriert.
Seth Thomas war zweimal verheiratet und hatte neun Kinder, darunter die Söhne Seth Jr., Edward und Aaron, die nach seinem Tod am 29. Januar 1859 die Seth Thomas Clock Company weiter führten.

## Bekannte Einzeluhren

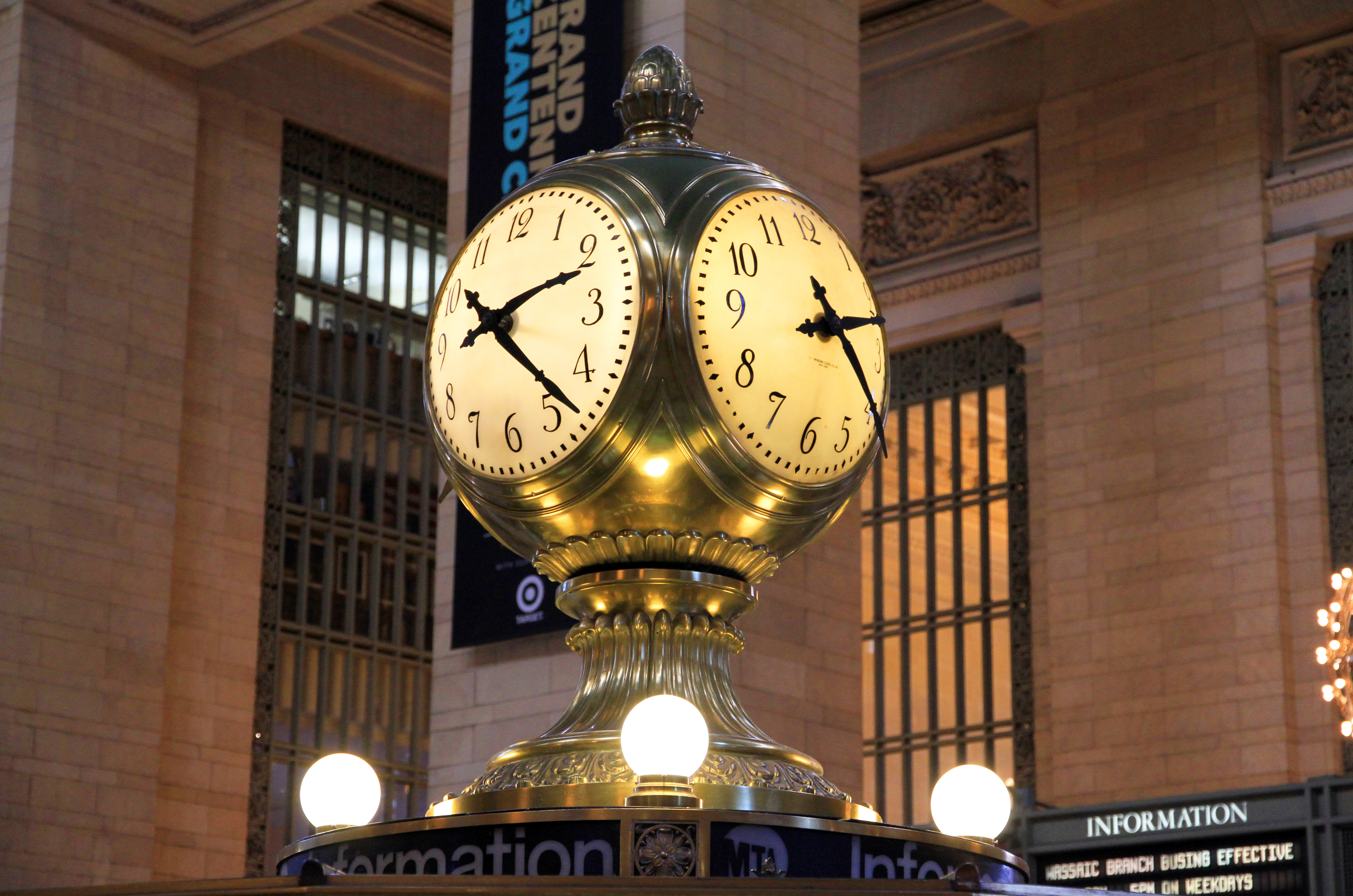
Uhr am Grand Central Terminal

- Die Uhr am Grand Central Terminal in New York wurde von der Seth Thomas Clock Company hergestellt.
- Die Turmuhr der Catedral Metropolitana in Medellín wurde von der Seth Thomas Clock Company hergestellt.

## Trivia
- Kurz nach seinem Tod, um 1865, wurde der Stadtteil Plymouth Hollow ihm zu Ehren in Thomaston umbenannt[2].